# 목면아과
목면아과(木棉亞科, 학명: Bombacoideae 봄바코이데아이[*])는 아욱과의 아과이다. 분류학자에 따라서 별도의 목면과(Bombacaceae, 또는 물밤나무과)로 분류하기도 하며, 28개 속으로 이루어져 있다. 초본식물과 목본식물을 포함하고 있다. 잎은 어긋나기를 하고, 보통 손바닥 모양의 열편과 조락성의 작은 턱잎이다. 꽃은 양성화로 방사형이다. 밑에서 하나로 모이는 5장의 꽃받침을 갖고 있으며, 악상 총포도 자주 나타난다. 바오밥나무와 발사 등을 포함하고 있다.

## 하위 분류
- 목면속(Bombax L.)
- 바오밥나무속(Adansonia L.)
- 발사속(Ochroma Sw.)
- 양목면속(Ceiba Mill.)
- 파키라속(Pachira Aubl.)
- Aguiaria Ducke
- Bernoullia Oliv.
- Camptostemon Mast.
- Catostemma Benth.
- Cavanillesia Ruiz & Pav.
- Eriotheca Schott & Endl.
- Gyranthera Pittier
- Huberodendron Ducke
- Matisia Bonpl.
- Neobuchia Urb.
- Patinoa Cuatrec.
- Pentaplaris L.O.Williams & Standl.
- Phragmotheca Cuatrec.
- Pochota Ram.Goyena
- Pseudobombax Dugand
- Quararibea Aubl.
- Rhodognaphalon (Ulbr.) Roberty
- Scleronema Benth.
- Septotheca Ulbr.
- Spirotheca Ulbr.

## 계통 분류
현재, 아욱과의 계통 분류는 다음과 같다.
|  | 불암초아과: 26속 650종. 전(全)열대 지역, 특히 남아메리카 |
|  |                                                          |
|  | 장구밤나무아과: 25속 770종. 전(全)열대 지역.             |
|  |                                                          |

|   | 벽오동아과: 12속 430종. 범열대 지역.                                                                                            |
|   | |
|   | 피나무아과: 3속 50종. 북 온대 지역과 중앙아메리카                                                                               |
|   | |
|   | 까치깨아과: 약 20속 380여 종. 구(舊)열대 지역, 특히 마다가스카르와 마스카렌 제도                                                |
|   | |
|   | 브라운로아과: 8속 70여 종. 특히 구(舊)열대 지역.                                                                                |
|   | |
|   | 헬릭테레스아과: 8 ~ 12속 10 ~ 90종. 열대, 특히 동남아시아.                                                                      |
|   | |
| ♦ | \| \| 아욱아과: 78속 1,670종. 열대에서 온대. \| \| \| \| \| \| 목면아과: 12속 120종. 열대, 특히 아프리카와 아메리카 \| \| \| \| |
|   | \| \| 아욱아과: 78속 1,670종. 열대에서 온대. \| \| \| \| \| \| 목면아과: 12속 120종. 열대, 특히 아프리카와 아메리카 \| \| \| \| |
|   | 아욱아과: 78속 1,670종. 열대에서 온대.                                                                                          |
|   | |
|   | 목면아과: 12속 120종. 열대, 특히 아프리카와 아메리카                                                                            |
|   | |

|  | 아욱아과: 78속 1,670종. 열대에서 온대.               |
|  |                                                      |
|  | 목면아과: 12속 120종. 열대, 특히 아프리카와 아메리카 |
|  |                                                      |

|  | 불암초아과: 26속 650종. 전(全)열대 지역, 특히 남아메리카 |
|  |                                                          |
|  | 장구밤나무아과: 25속 770종. 전(全)열대 지역.             |
|  |                                                          |

|   | 벽오동아과: 12속 430종. 범열대 지역.                                                                                            |
|   | |
|   | 피나무아과: 3속 50종. 북 온대 지역과 중앙아메리카                                                                               |
|   | |
|   | 까치깨아과: 약 20속 380여 종. 구(舊)열대 지역, 특히 마다가스카르와 마스카렌 제도                                                |
|   | |
|   | 브라운로아과: 8속 70여 종. 특히 구(舊)열대 지역.                                                                                |
|   | |
|   | 헬릭테레스아과: 8 ~ 12속 10 ~ 90종. 열대, 특히 동남아시아.                                                                      |
|   | |
| ♦ | \| \| 아욱아과: 78속 1,670종. 열대에서 온대. \| \| \| \| \| \| 목면아과: 12속 120종. 열대, 특히 아프리카와 아메리카 \| \| \| \| |
|   | \| \| 아욱아과: 78속 1,670종. 열대에서 온대. \| \| \| \| \| \| 목면아과: 12속 120종. 열대, 특히 아프리카와 아메리카 \| \| \| \| |
|   | 아욱아과: 78속 1,670종. 열대에서 온대.                                                                                          |
|   | |
|   | 목면아과: 12속 120종. 열대, 특히 아프리카와 아메리카                                                                            |
|   | |

|  | 아욱아과: 78속 1,670종. 열대에서 온대.               |
|  |                                                      |
|  | 목면아과: 12속 120종. 열대, 특히 아프리카와 아메리카 |
|  |                                                      |